# Plectris vauriella
Plectris vauriella är en skalbaggsart som beskrevs av Frey 1967. Plectris vauriella ingår i släktet Plectris och familjen Melolonthidae. Inga underarter finns listade i Catalogue of Life.